# Valreep

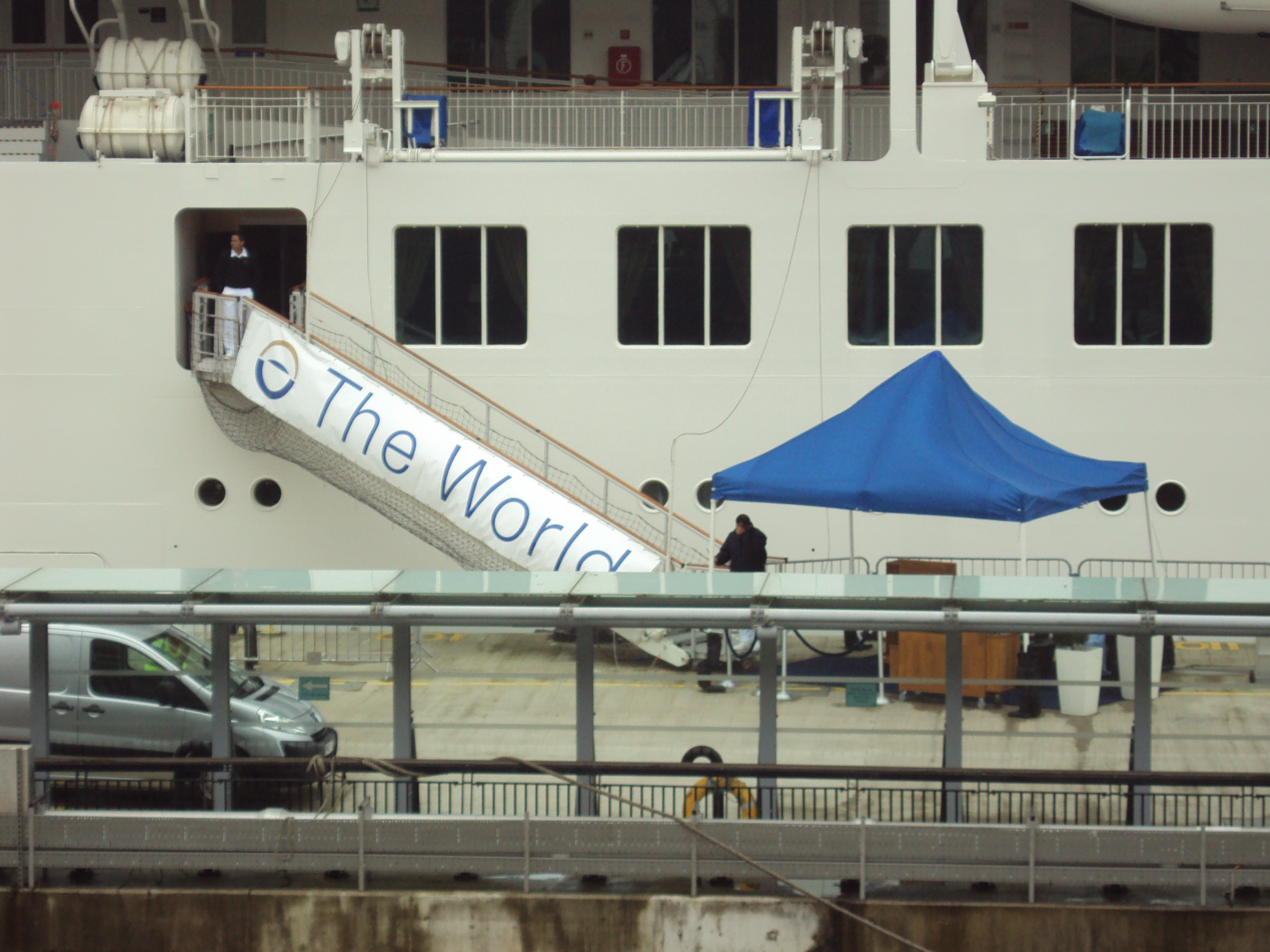
Valreep

Een valreep is een loopplank met leuningen naar een schip. Het is van oorsprong een touw met knopen waarlangs men naar het scheepsdek kon klimmen of zich naar een bootje of klein schip langszij kon laten afzakken. Ook de touwladder wordt op schepen nog steeds voor dit doel gebruikt.
Een valreep wordt gebruikt om bemanningen, passagiers, loodsen en bezoekers gemakkelijk en veilig aan en van boord te brengen. Een valreep heeft aan beide zijden een reling op handhoogte en het loopvlak bestaat uit een metalen rooster of treden met steunlatten en met rubberen antislip. Onderaan zijn in veel gevallen wieltjes aangebracht om de bewegingen van het vaartuig ten opzichte van de wal op te vangen.
Bij veel zeeschepen en zeker bij oorlogsschepen is er een "valreepwacht" (soms ook "gangwaywacht" genoemd; gangway is het Engelse woord voor valreep). Iedereen die aan boord komt moet zich daarbij melden en wordt door de wacht gecontroleerd.  Als de gezagvoerder of een andere autoriteit de valreep betrad, werd van dat feit mededeling gedaan aan de bemanning door met een bootsmansfluitje een signaal te blazen. Tegenwoordig wordt dit nog slechts gedaan op oorlogsschepen en enkele opleidingsschepen (tallships).

## Figuurlijk gebruik

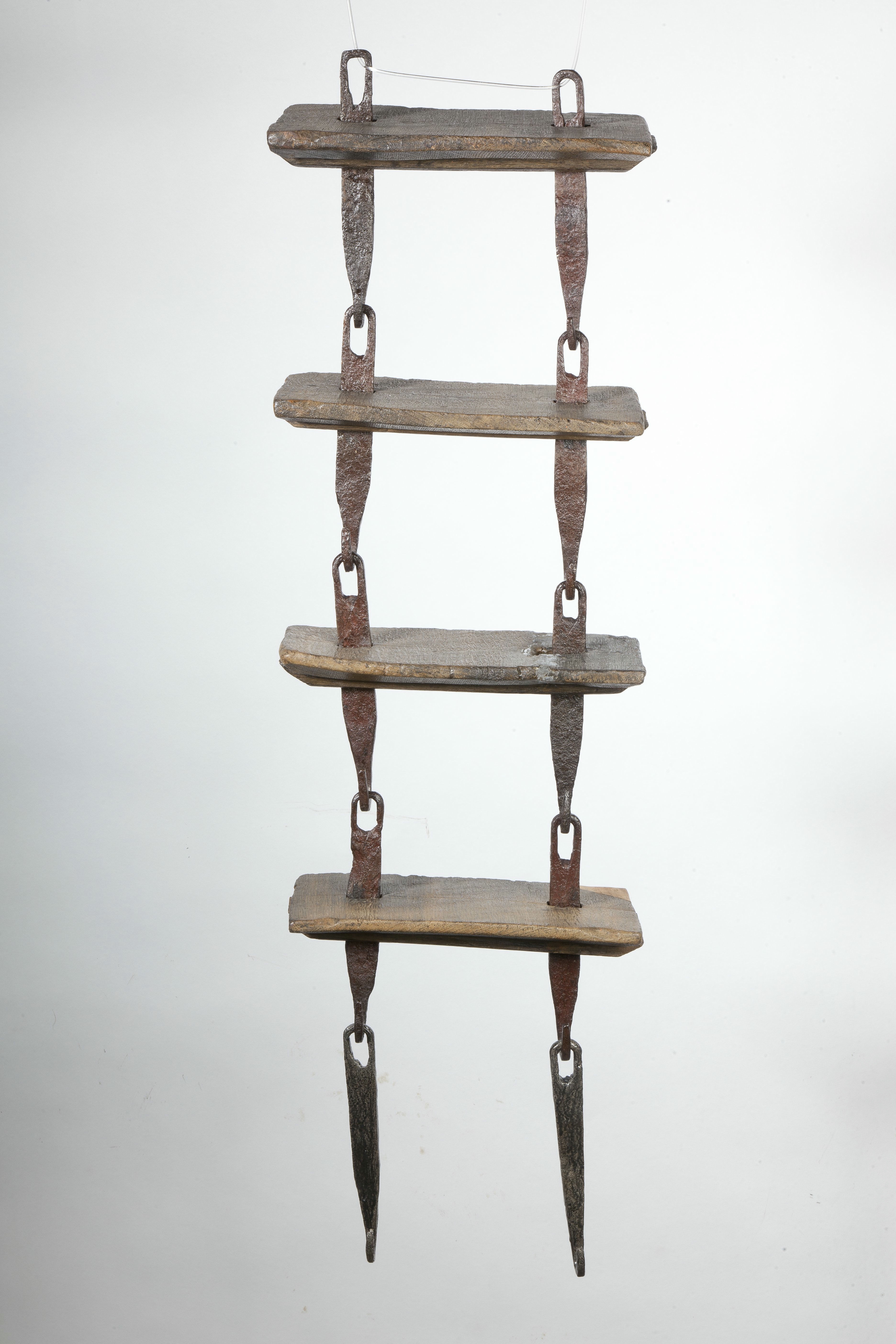
Valreep met vijf (losse) treden – één ontbreekt er. Archeologische vondst in de voormalige Zuiderzee bij het huidige Nagele.

In het Nederlands wordt op de valreep figuurlijk gebruikt voor; bij het afscheid, op het laatste moment. Volgens F.A. Stoet in zijn boek Nederlandse spreekwoorden, spreekwijzen, uitdrukkingen en gezegden is de uitdrukking afkomstig van het glaasje dat letterlijk op de valreep gedronken werd om afscheid te nemen. Hij citeert daarbij Cornelis van Alkemade, Nederlands Displegtigheden II uit 1732: Zoo was men van ouds in de Nederlanden gewoon, niet alleen afscheidmaalen te geven, en te houden, maar in 't byzonder op het punt van scheiden een glas van afscheid te drinken, en dat somtyds te herhaalen, den reisvaardigen uitgelei gedaan hebbende, te scheep, of voor de wagen. Welke oude gewoonte nog bevestigd wordt door de hedendaagse spreekwoorden: Een glaasje op de valreep, en Een glaasje aan de wagen.